# Cocani
Cocani es una localidad rumana de la comuna de Crevedia, en el condado de Dâmbovița.

## Historia
Hacia finales del siglo XIX la localidad, que por entonces pertenecía al antiguo condado de Ilfov, ya formaba parte de la comuna de Crevedia y tenía contabilizada una población de 264 habitantes.
En la segunda mitad del siglo XX la localidad había pasado a forma parte del condado de Dâmbovița. En el censo de 2021 la localidad tenía una población de 639 habitantes.